# جيغمي وانغشوك
جيغمي وانغشوك (1906 - 30 مارس 1952)، هو الملك الثاني لمملكة بوتان، تولى الحكم من 21 أغسطس 1926م وحتى وفاته عام 1952م، خلف والده يوجين وانغشوك في الحكم.